# Лейзер Подрячик
Лейзер Подрячик (також Еліейзер Подрядчик; їд. אליִעזר פּאָדריאַטשיק‎; нар. 23 вересня 1914, Сокиряни, Хотинський повіт, Бессарабська губернія — пом. 10 квітня 2000, Тель-Авів) — літературознавець, педагог, бібліограф. Писав на їдиш.

## Біографія
Лейзер Подрячик народився в північному бессарабському містечку Сокиряни (зараз райцентр Сокирянського району Чернівецької області, за іншими даними в селі Комарово цього ж району). Навчався в Чернівецькій учительській семінарії (вчителів давньоєврейської мови), де в ту ж пору вчилися поети Ершл Цельман та Меєр Харац, майбутній прозаїк Іхіл Шрайбман та літературознавець Берл Ройзен. На початку 1930-х років працював учителем в дитячій колонії разом з байкарем Еліейзером Штейнбаргом, викладав у єврейських школах Румунії. Перші літературні досліди публікував у «Черновіцер Блетер» (Чернівецькі листки).
У повоєнні роки жив у Москві, викладав єврейську мову і літературу в театральній студії при Московському державному єврейському театрі (Московський ДОРЄТ під керівництвом Шлойме Міхоелса). Після закриття театру, студії та всіх єврейських культурних інституцій країни переїхав до Риги, де працював учителем в російськомовних школах.
З інформацією журналу «Советіш Геймланд» (Радянська Батьківщина) в 1961 році став його постійним співробітником, вів рубрики «Нотатки на календарі» і «Записки букініста», готував до друку рукописи єврейських літераторів. У 1971 році виїхав до Ізраїлю, викладав у Тель-Авівському університеті, багато друкувався в періодичній пресі. Вже до кінця 1970-х років Лейзер Подрячик набув статусу одного з найвпливовіших літературних критиків, що пишуть на ідиші. Лейзер Подрячик був пов'язаний з групою поетів, що об'єдналися навколо «Ієрушолаімер Алманах» (Єрусалимський альманах): Йосип Керлер, Мотл Сакцієр, Меєр Єлін, Хаїм Мальтинський, Рухл Боймволь, Зяме Телесін, Гірш Ошерович, Меєр Харац, Еле Шехтман.
Випустив кілька збірок літературознавчих робіт (про поета Іцика Мангере, двомовний компендіум радянських літераторів — жертв сталінських репресій тощо), а також книгу спогадів і віршований збірник. Архів Подрячика зберігається в семінарській бібліотеці Лазовського-Бронштейна при Бар-Іланському університеті.
На могильній плиті Лейзера Подрячика висічена строфа з вірша Давида Гофштейна:
О, шпрах, майн киниграйх,
О, шпрах, майн лайба, майн лэбм!
(о, мова, моє царство, про, мова, моє тіло, моє життя)

### Книги
- איציק מאַנגער: דער דיכטער װאָס איז דערגאַנגען פֿון גראָ ביז בלאָ (Ицик Мангер: дэр дихтэр вос из дэрганген фун гро биз бло — Ицик Мангер: поэт, который прошёл от серого до синего). Холон: Идишер Култур, 1977.
- אין פּראָפֿיל פֿון צײַטן (ин профил фун цайтн — в профиле времён, эссе о литературе). Тель-Авив: И. Л. Перец-Фарлаг, 1978.
- שמועסן מיט אַנדערע און מיט זיך: זכרונות און רעיונות (шмуэсн мит андэрэ ун мит зих — беседы с другими и с самим собой). Тель-Авив: И. Л. Перец-Фарлаг, 1984.
- בילדער פֿון דער ייִדישע ליטעראַטור (билдэр фун дэр идишер литератур — образы еврейской литературы). Тель-Авив: Х. Лейвик Фарлаг, 1987.
- ליד און תּפֿילה (лид ун тфилэ — стих и молитва). Тель-Авив: И. Л. Перец-Фарлаг, 1989.
- אין היכל פֿון װאָרט (ин эйхл фун ворт — в храме слова). Тель-Авив: И. Л. Перец-Фарлаг, 1991.
- הצצה מזווית ישרה: מסות ומחקר hацаца мизавит ешара: масот у-мехкар (глядя из прямого угла, иврит). Тель-Авив: Исроэл-Бух, 1991.